# Exhibiční holub
Exhibiční holub, též anglický exhibiční holub, anglicky Exhibition Homer, je plemeno holuba domácího patřící do skupiny tzv. výstavních holubů. Ti byli vyšlechtěni z poštovního holuba zdůrazněním některých líbivých exteriérových znaků.. Je podobný a příbuzný anglickému výstavnímu holubovi, liší se od něj především tvarem hlavy, zobák exhibičního holuba tvoří s temenem hlavy přímku, čímž se toto plemeno liší od všech ostatních výstavních holubů. V kontinentální Evropě se exhibiční holub chová zřídka. V seznamu plemen EE se řadí do plemenné skupiny užitkových holubů a je zapsán pod číslem 0028.
Je to středně velký holub se silným, klínovitým trupem. Byl vyšlechtěn v Anglii na základě poštovního holuba, s přikřížením antverpských holubů, anglického výstavního holuba a anglické straky. Má protáhle klínovitou hlavu a temeno s čelem tvoří přímku. Zobák je dlouhý, silný a tupý, s jemným ozobím, které nenarušuje linii hlavy. Oči jsou vždy jasně perlové, obočnice jsou úzké a splývají s opeřením hlavy. Krk je kolmo nesený, široce nasedá na trup a směrem k hlavě se zužuje, hrdlo je hluboce vykrojené. Hruď je široká a hluboká, ohbí křídel vpředu lehce vystupují, hřbet je krátký, lehce se sklání nazad, ocas je nesený v linii hřbetu. Nohy jsou silné, krátké a mírně podkleslé, se silnými bérci a neopeřenými běháky a prsty. Postoj je spíše širší. Opeření je hladké a přilehlé. Antverpský výstavní holub nemá žádné pernaté ozdoby a barva opeření se hodnotí až na posledním místě. Chová se ve všech rázech známých u poštovních holubů, kromě kreseb, které kombinují bílé a barevné opeření.